# Gaumina
Gaumina és l'agència de publicitat interactiva més gran dels països bàltics. Dona serveis de disseny web, desenvolupament web, publicitat en línia, vídeo, multimèdia, mòbils i virals. Gaumina és dirigida pel seu CEO Bagdžiūnas Darius. Fundada el 1998, des de 2004 ha estat operant al Regne Unit i a Irlanda com a Gaumina.co.uk. Ha rebut els premis "Agència Digital de l'Any" pel Festival Internacional de Publicitat Martell d'Or (2008); i Primer premi en el millor ús de Cinema, Animació digital o categoria Motion Graphics pels premis irlandesos Aranya d'Or al novembre de 2008.